# Comisión Ortoli
La Comisión Ortoli es el nombre utilizado para hacer referencia a la Comisión Europea presidida por François-Xavier Ortoli desde el 6 de enero de 1973 hasta 1977. Su antecesora fue la Comisión Mansholt y su predecesora sería la Comisión Jenkins.
Fue el primer gabinete en dirigir Comisión Europea desde la ampliación de la Comunidad Europea a comienzos del año 1973. Dirigió a esta nueva Comunidad Europea más grande durante la inestabilidad creada por la guerra de Yom Kipur, la crisis del petróleo de 1973 y la Invasión de Chipre por Turquía del año 1974.

## Colegio de comisarios (1973-1977)
| Partidos Políticos Europeos |
| --- |
| Centroderecha Democracia cristiana (PPE) Centroizquierda socialdemócrata (S&D) Centro liberal (ALDE) Derecha Conservadurismo (ACRE) |

| Cartera                                                                                    | Ortoli I                                                            | Ortoli I                                                                              | Ortoli I |
| ------------------------------------------------------------------------------------------ | ------------------------------------------------------------------- | ------------------------------------------------------------------------------------- | -------- |
| Presidente de la Comisión Europea                                                          |                                                                     | François-Xavier Ortoli Francia (UDR) 6 de ene. de 1973 - 5 de ene. de 1977            |          |
| Vicepresidente y Comisario de Asuntos Sociales                                             |                                                                     | Patrick Hillery Irlanda (FF) 6 de ene. de 1973 - 5 de ene. de 1977                    |          |
| Vicepresidente y Comisario de Impuestos y Energía                                          |                                                                     | Henri François Simonet Bélgica (PS) 6 de ene. de 1973 - 5 de ene. de 1977             |          |
| Vicepresidente y Comisario de Economía y Finanzas                                          |                                                                     | Wilhelm Haferkamp Alemania Occidental (SPD) 6 de ene. de 1973 - 5 de ene. de 1977     |          |
| Vicepresidente y Comisario de Relaciones Exteriores                                        |                                                                     | Christopher Soames Reino Unido (PCU) 6 de ene. de 1973 - 5 de ene. de 1977            |          |
| Vicepresidente y Comisario de Asuntos Parlamentarios, Política Medioambiental y Transporte |                                                                     | Carlo Scarascia-Mugnozza Italia (Independiente) 6 de ene. de 1973 - 5 de ene. de 1977 |          |
| Comisario de Investigación, Ciencia y Educación                                            |                                                                     | Ralf Dahrendorf Alemania Occidental (FDP) 6 de ene. de 1973 - 5 de ene. de 1977       |          |
| Comisario de Competencia                                                                   |                                                                     | Albert Borschette Luxemburgo (Independiente) 6 de ene. de 1973 - 5 de ene. de 1977    |          |
| Comisario de Industria y Tecnología                                                        |                                                                     | Altiero Spinelli Italia (Independiente) 6 de ene. de 1973 - 5 de ene. de 1977         |          |
| Comisario de Cooperación al DesarrolloComisario de Desarrollo                              |                                                                     | Jean-François Deniau Francia (UDF) 6 de ene. de 1973 - 12 de abr. de 1973             |          |
| Comisario de Cooperación al DesarrolloComisario de Desarrollo                              | Claude Cheysson Francia (PS) 12 de abr. de 1973 - 5 de ene. de 1977 |                                                                                       |          |
| Comisario de Agricultura                                                                   |                                                                     | Pierre Lardinois Países Bajos (KVP) 6 de ene. de 1973 - 5 de ene. de 1977             |          |
| Comisario de Política Regional                                                             |                                                                     | George Thomson Reino Unido (PL) 6 de ene. de 1973 - 5 de ene. de 1977                 |          |
| Comisario de Mercado Interno y Unión Aduanera                                              |                                                                     | Finn Olav Gundelach Dinamarca (Independiente) 6 de ene. de 1973 - 5 de ene. de 1977   |          |

## Sucesión
| Predecesor: Comisión Mansholt | Comisión Europea 1973 - 1977 | Sucesor: Comisión Jenkins |